# Elezione imperiale del 1619

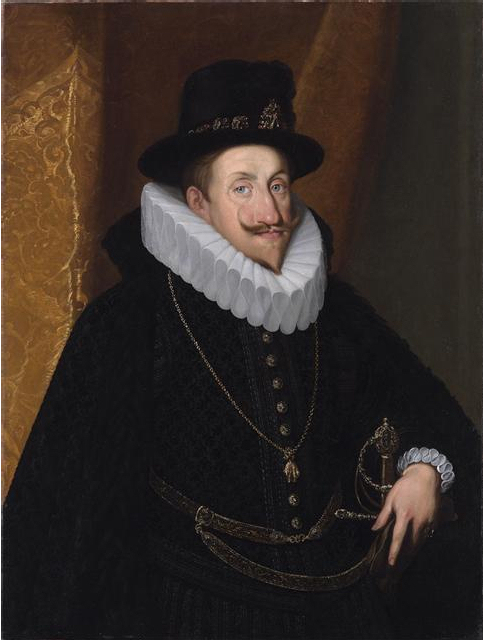
L'imperatore Ferdinando II d'Asburgo.

L'elezione imperiale del 1619 si è svolta a Francoforte sul Meno il 28 agosto 1619.

## Contesto storico
Nel 1617 l'imperatore Mattia d'Asburgo, privo di figli, nominò suo erede il cugino Ferdinando II e con il trattato di Oñate ottenne l'appoggio di Filippo III, capo del ramo spagnolo della dinastia asburgica. Ferdinando fu quindi associato al trono di Boemia e l'anno seguente a quello d'Ungheria. Fervente cattolico, Ferdinando si attirò rapidamente l'ostilità della nobiltà boema protestante, che il 23 maggio 1618 scacciò i rappresentanti imperiali dal Castello di Praga dando inizio alla rivolta che sarebbe poi sfociata nella guerra dei trent'anni. L'imperatore Mattia si spense il 20 marzo 1619 e l'arcivescovo di Magonza convocò i principi elettori a Francoforte, fissando la data dell'elezione del successore al 28 agosto. Nel frattempo, in Boemia, gli Stati generali deposero Ferdinando e deliberarono di eleggere un nuovo re da scegliersi tra i principi protestanti.

## Principi elettori
| Principe elettore | Principe elettore                  | Titolo elettorale          | Altri titoli                                             | Confessione |
| ----------------- | ---------------------------------- | -------------------------- | -------------------------------------------------------- | ----------- |
|                   | Johann Schweikhard von Kronberg    | Arcivescovo di Magonza     |                                                          | Cattolico   |
|                   | Lothar von Metternich              | Arcivescovo di Treviri     |                                                          | Cattolico   |
|                   | Ferdinando di Baviera              | Arcivescovo di Colonia     | Vescovo di Liegi Vescovo di Münster Vescovo di Paderborn | Cattolico   |
|                   | Ferdinando II d'Asburgo            | Re di Boemia (pretendente) | Arciduca d'Austria Re d'Ungheria                         | Cattolico   |
|                   | Federico V del Palatinato          | Conte Palatino del Reno    |                                                          | Calvinista  |
|                   | Giovanni Giorgio I di Sassonia     | Duca di Sassonia           |                                                          | Luterano    |
|                   | Giovanni Sigismondo di Brandeburgo | Margravio di Brandeburgo   | Duca di Prussia                                          | Calvinista  |

## Esito
Ferdinando II fu eletto imperatore con la sola opposizione dell'elettore palatino Federico V, che aveva inizialmente avanzato la candidatura del duca di Baviera Massimiliano I, da questi subito rifiutata. Venne incoronato il 9 settembre nel Duomo di Francoforte sul Meno. Federico V fu invece eletto re di Boemia, ma la vittoria imperiale nella battaglia della Montagna Bianca, l'8 novembre 1620, gli fece perdere la corona e il titolo di principe elettore.